# Hawaiian Open 1982
L'Hawaiian Open 1982 è stato un torneo di tennis giocato sul cemento. È stata la 9ª edizione del Hawaiian Open, che fa parte del Volvo Grand Prix 1982. Si è giocato a Maui negli Stati Uniti, dal 27 settembre al 3 ottobre 1982.

## Campioni

### Singolare
John Fitzgerald ha battuto in finale  Brian Teacher con il punteggio di 6–2, 6–3

### Doppio
Mike Cahill /  Eliot Teltscher hanno battuto in finale  Francisco González /  Bernard Mitton con il punteggio di 6–4, 6–4